# 2-ナフチルアミン
2-ナフチルアミンは芳香族アミンの1つ。β-ナフチルアミンとも呼ばれる。

## 性質
特徴的な臭気を持つ無色の薄片状結晶で、空気中でしだいに赤色へと着色する。
タバコの煙、とくに副流煙の中に検出されるほか、料理油の油煙から検出されたこともある。

## 製法
ナフタレンはβ位に置換反応をおこしにくいため、2-ナフトールから、亜硫酸アンモニウムを触媒として高温高圧下でアンモニアと反応させ、2-ナフチルアミンを得る。この反応をブッヘラー反応という。

## 利用
アゾ色素の合成中間体やゴム工業における抗酸化剤として利用されてきたが、ヒトに対する発がん性があり、毒性の低い化合物にほとんど代替された。

## 発がん性
国際がん研究機関(IARC)はヒトに対する発がん性がある（グループ1）としている。かつて2-ナフチルアミンを扱っていた労働者にガン患者が多発していること、動物実験でも発がん性が認められていること、肝臓などにおける一連の代謝の結果DNAを修飾し変異原性を示すことなどが示されている。

## 法規制
1950年代以降、ヒトに対して特に膀胱癌を引き起こすことが明らかとなり、GHSにもとづく発がん性物質（区分1A）に該当し、各国の政府によって取扱いが厳しく規制されている（国連番号1650）。日本では1972年労働安全衛生法によって試験研究用途以外での製造・輸入・譲渡・提供・使用が禁止され、また運搬も船舶安全法や航空法において規制されている。ほかにもスイス（1938年）、イギリス（1952年）、EU（1998年）などで製造や使用が禁止されている。